# Allovenjärvi
Allovenjärvi är en sjö i kommunerna Kuopio (före 2017 Juankoski kommun) och Kaavi i landskapet Norra Savolax i Finland. Sjön ligger 114,3 meter över havet. Den är 6,5 meter djup. Arean är 45 hektar och strandlinjen är 4,39 kilometer lång. Sjön  ingår i Vuoksens huvudavrinningsområde.   Den ligger omkring 48 kilometer nordöst om Kuopio och omkring 380 kilometer nordöst om Helsingfors. 